# Виджитхапура

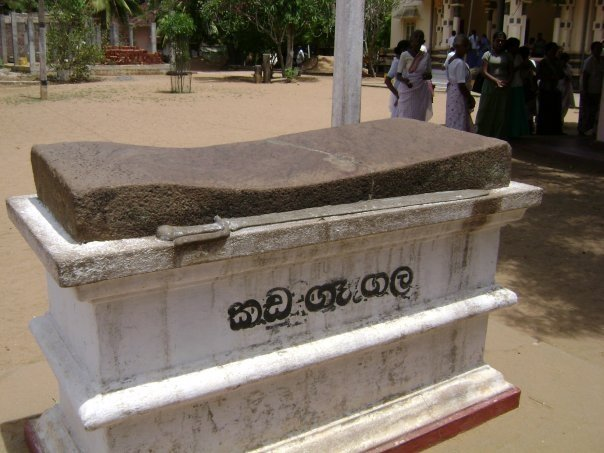
Камень, предположительно использовавшийся воинами царя Дуттхагамани для заточки мечей

Виджитхапура (синг. විජිතපුර) — город-крепость на острове Шри-Ланка. Основана военачальником Виджитхой, прибывшим на остров вместе с первым известным царём Шри-Ланки Виджайей в V веке до н. э. Считается, что город появился в период царствования Пандувасудевы, третьего царя Шри-Ланки, приходившегося Виджитхе шурином.
Город упоминается в хрониках «Махавамса», «Дипавамса», «Раджавалийя» и «Тхупавамса» примерно через 300 лет после основания, во время правления царя Дуттхагамани. В этот период город принадлежал тамильскому царю Эларе и представлял собой хорошо укреплённую крепость, против которой выступили войска Дуттхагамани. «Тхумпавамса» упоминает три рва и крепостную стену высотой 18 локтей (около 8 м). С севера, востока, юга и запада в стене были обустроены ворота, охраняемые железными башнями. «Раджавалийя» описывает город как второй по неприступности после Анурадхапуры, столицы государства Дуттхагамани, и сильнейший город царя Элары. В течение четырёх месяцев город выдерживал осаду, после чего был захвачен войсками Дуттхагамани, атаковавших одновременно со всех четырёх сторон.
После этого в древних хрониках Виджитхапура не упоминается. Однако историки считают, что он сохранил значение, став крупным торговым центром раннего периода царства Анундхапура, расположившись на пересечении нескольких торговых маршрутов. Точное месторасположение города не установлено. В 1978 году А. Д. Н. Фернандо утверждал, что обнаружил руины города с самолёта. Размеры города исследователь оценил в 100 га. В настоящее время существует деревня с тем же именем, расположенная рядом с древним водохранилищем Калавева. Предположительно здесь же располагался и древний город. В деревне имеется старинный храм и гранитный камень, который по утверждению местных жителей использовался воинами Дуттхагамани для заточки мечей перед битвой. По предположению других историков и археологов, древний город находился поблизости от деревни Кадурувела, недалеко от древней столицы Шри-Ланки Полоннарувы. В этом месте находятся руины древней крепости.
Виджитхапура может отождествляться с легендарным городом Ланкапурой. В «Махавамсе» так называется столица царства якши. Виджайя победил якши и взял в жёны дочь царя Махакаласены и царицы Гонды, сделав якши своими верноподданными.